# Sari Saltik

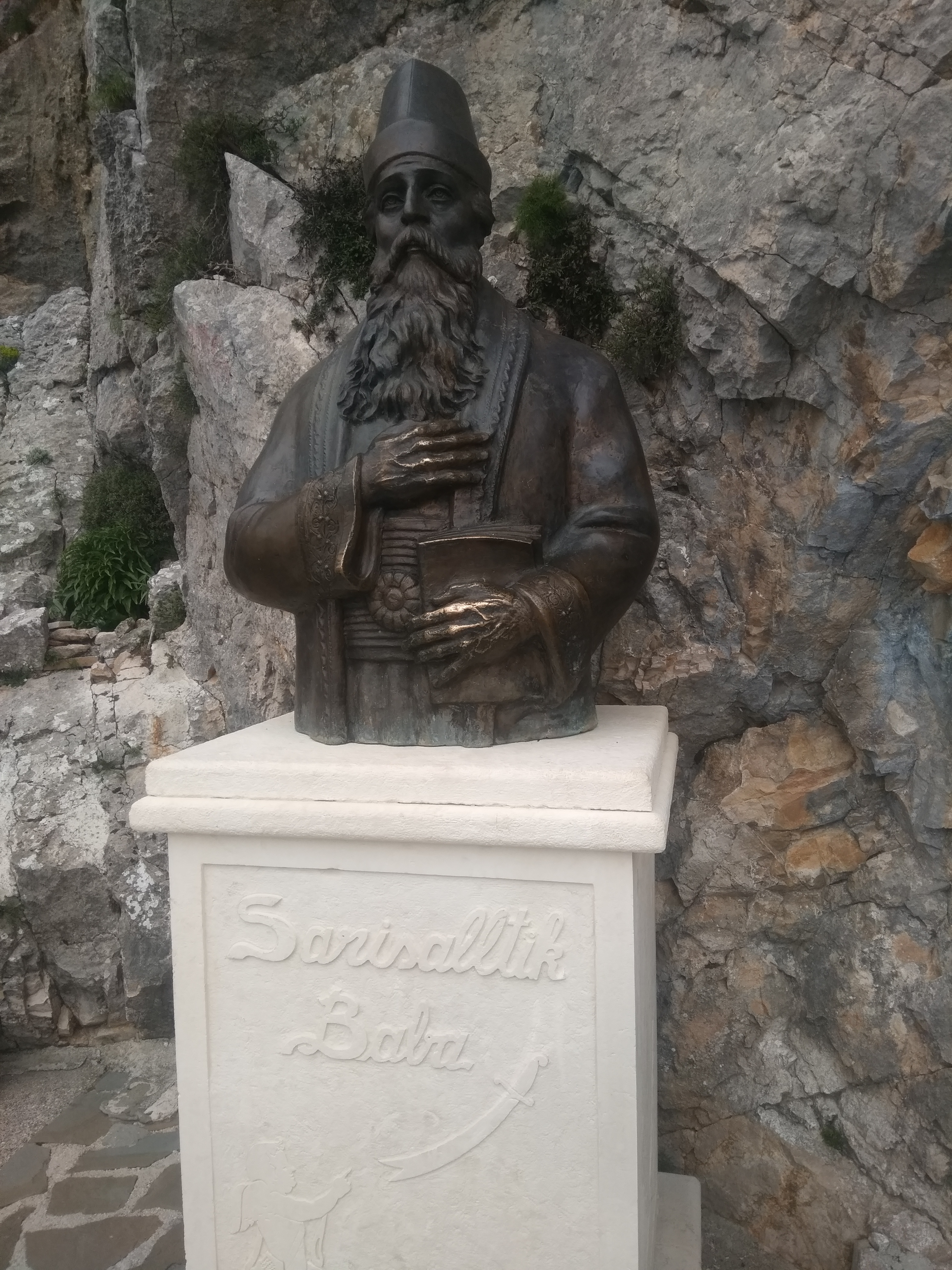
Sari Saltuk Baba (Krujë, Albanie)

Sari Saltik (turc : Sarı Saltuk, turc ottoman : صارى صالتق), également appelé Sari Saltuk Baba ou Dédé (1297/1298), est un légendaire derviche turc, vénéré comme un saint par les Bektachis dans les Balkans et dans certaines régions du Moyen-Orient.